# MERRF-Syndrom
Das MERRF-Syndrom (von engl. myoclonic epilepsy with ragged red fiber) ist eine Krankheit, die zu der Gruppe der mitochondrialen Myopathien gerechnet wird. Das Syndrom äußert sich in einer klonischen Muskelspastik, epileptischen Anfällen, Kleinhirn-Ataxie und in mikroskopisch sichtbaren Veränderungen an der Muskulatur, genannt ragged red fibers (RRF, zu deutsch zottige rote Fasern).
Das MERRF-Syndrom wird durch eine maternal vererbte Mutation an Position 8344 (die häufigste Mutation, 80 %) im mitochondrialen Genom verursacht. Diese Punktmutation A8344G verhindert die für eine korrekte Codon-Anticodon-Erkennung notwendige posttranskriptionale Modifikation der tRNA-Lys an der Wobble-Base U34 und beeinträchtigt dadurch vermutlich die Synthese der mitochondrialen Proteine, die für die oxidative Phosphorylierung essentiell sind.
Die Behandlung ist symptomorientiert mit Antiepileptika und Muskelrelaxantien; Heilung ist bisher nicht möglich.